# Нови Град (Грчка)
Нови Град (грч. Βέγορα, Вегора) је насеље у Грчкој у општини Суровичево, периферија Западна Македонија. Према попису из 2021. било је 392 становника.
На попису из 1991. године Нови Град је имао 573 становника, потомака грчких избеглица из Турске.

## Становништво
| Година       | 1951 | 1961 | 1971 | 1981 | 1991 | 2001 | 2011 |
| ------------ | ---- | ---- | ---- | ---- | ---- | ---- | ---- |
| Становништво | 553  | 601  | 442  | 469  | 573  | 479  | 463  |